# جمال رشيد بابان
جمال رشد بابان هو محام وسياسي عراقي شغل مناصب وزارية في العهد الملكي في العراق، ولد عام 1893 وتوفي عام 1965.

## حياته
هو جمال بن رشيد بك بن عبد الله بن خالد باشا بن أحمد باشا، أكمل دراسته الأولية في بغداد، وتخرج في كلية الحقوق سنة 1914، دخل دورة احتياط في الجيش العثماني وأشترك في حروبه على جبهة سوريا، فأسرته القوات البريطانية في فلسطين ونفته إلى الهند، ثم عاد إلى العراق، وترك الجيش فعيّن في مراكز إدارية وقضائية، وكان أديباً ومصلحاً اجتماعياً، أصدر مجلة (نداء الكرد) سنة 1913، صدر منها بضعة أعداد، ثم أنتخب نائباً إلى المجلس النيابي ممثلاً عن أربيل سنة 1928 - 1930، كلف بشغل منصب وزير العدلية في مرات عدة، فقد شغل المنصب أول مرة عام 1930 في وزارة نوري السعيد الأولى فالثانية ثم وزارة جميل المدفعي الأولى فالثانية ثم وزارة علي جودت الأيوبي الأولى ثم وزارة صالح جبر حيث شغل كذلك منصب وزير الاقتصاد في هذه الوزارة، ثم كانت وزارة مصطفى محمود العمري آخر وزارة يشغل فيها منصب وزير العدلية، كما شغل منصب وزير الشؤون الاجتماعية في وزارة نوري السعيد السادسة. كما انتخب عضوا في مجلس النواب عدة مرات.
بعد قيام ثورة 14 تموز 1958، غادر العراق مع أفراد أسرة بابان مثل أحمد مختار بابان ومحمود بابان إلى لبنان. وتوفي فيها، كتب عنه عبد الرزاق الحسني في كتاب تاريخ الوزارات العراقية، كان ابنه حارساً شخصياً لصدام حسين.